# Eumerus vansoni
Eumerus vansoni är en tvåvingeart som beskrevs av Doesburg 1955. Eumerus vansoni ingår i släktet månblomflugor, och familjen blomflugor.
Artens utbredningsområde är Zimbabwe. Inga underarter finns listade i Catalogue of Life.